# سنتنیال پارک (تورنتو)
سنتنیال پارک (انگلیسی: Centennial Park) یک پارک شهری بزرگ با امکانات ورزشی بسیار است که توسط بخش پارک‌ها، جنگل‌داری و تفریحات شهر تورنتو، انتاریو، کانادا نگهداری می‌شود.